# Русская Свербейка
 Русская Свербейка  — деревня в Лямбирском районе Мордовии в составе  Берсеневского сельского поселения.

## География
Находится на расстоянии примерно 3 км на запад от города Саранск.

## История
Известна с 1869 года как казенная и владельческая деревня Саранского уезда из 73 дворов, название отражает фамилию владельцев

## Население
Постоянное население составляло 169 человека (русские 78%) в 2002 году, 208 в 2010 году .